# Ferdinand Luidl

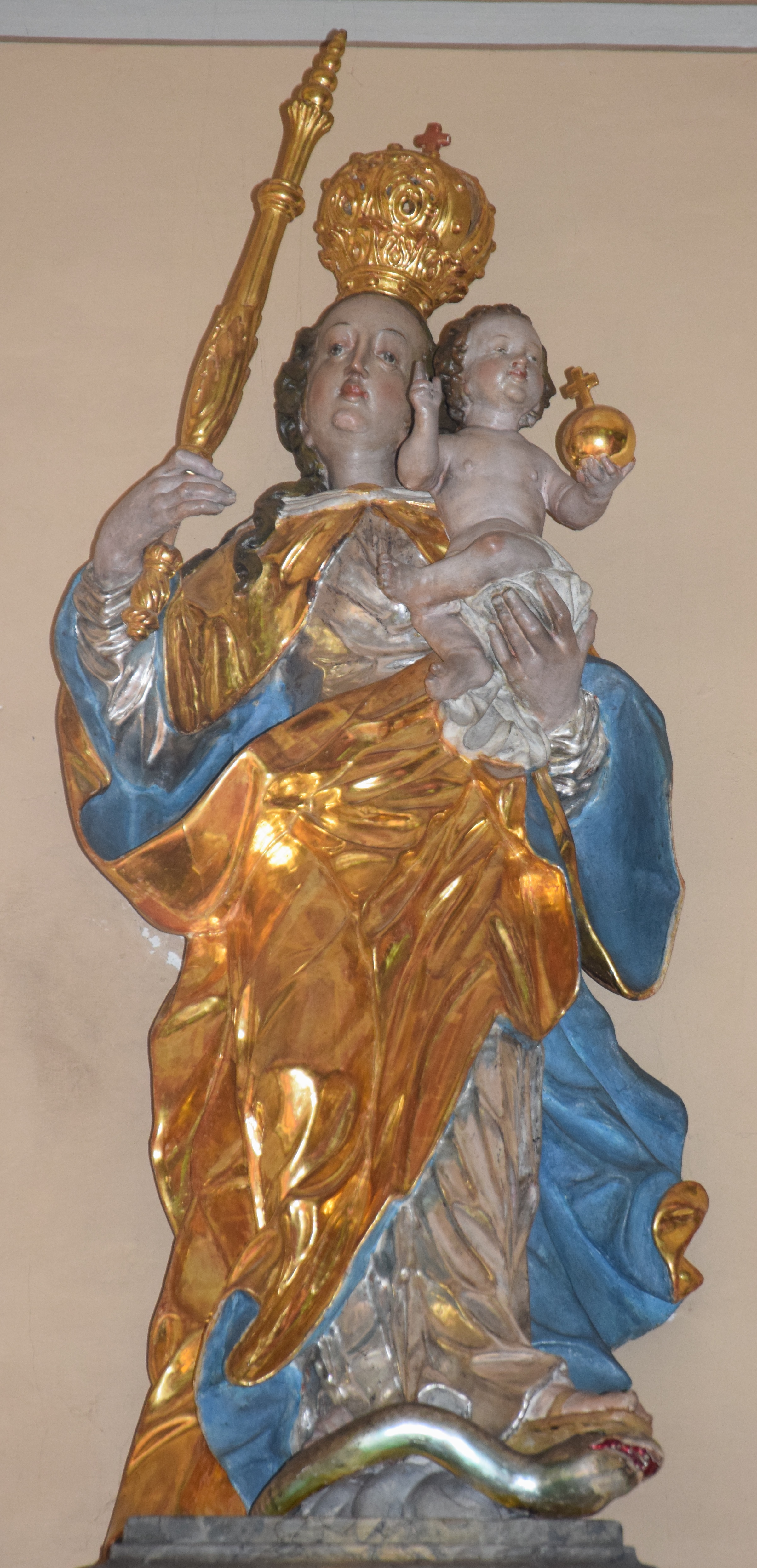
Muttergottes in der Pfarrkirche in Herrenstetten (1705)

Ferdinand Luidl (* 8. Oktober 1670 in Landsberg am Lech; † 22. März 1736 in Hegelhofen) war ein deutscher Bildhauer des Barock, der in Hegelhofen bei Weißenhorn eine eigene Werkstatt betrieb.

## Leben
Die Eltern von Ferdinand Luidl waren der Bildhauer Lorenz Luidl und die Stadtbleichstochter Maria Miller aus Landsberg am Lech. Sein Vater betrieb dort eine florierende Bildhauerwerkstatt. Im Hauptbuch der Landsberger Bruderschaft ist vermerkt, dass Ferdinand Luidl am 24. März 1686 als Geselle bei seinem Vater Lorenz eintrat. Der Tradition der Handwerker folgend begab sich Ferdinand Luidl nach abgeschlossener Lehre auf Wanderschaft. Wohin ihn diese führte, ist nicht bekannt. Am 23. August 1699 ist sein Name wieder im Landsberger Bürgerschaftsbuch vermerkt. Vermutlich arbeitete er wieder in der Werkstatt des Vaters. Ob und warum es zum Zerwürfnis und dem Wegzug aus Landsberg kam, muss mangels entsprechender Quellen offen bleiben.

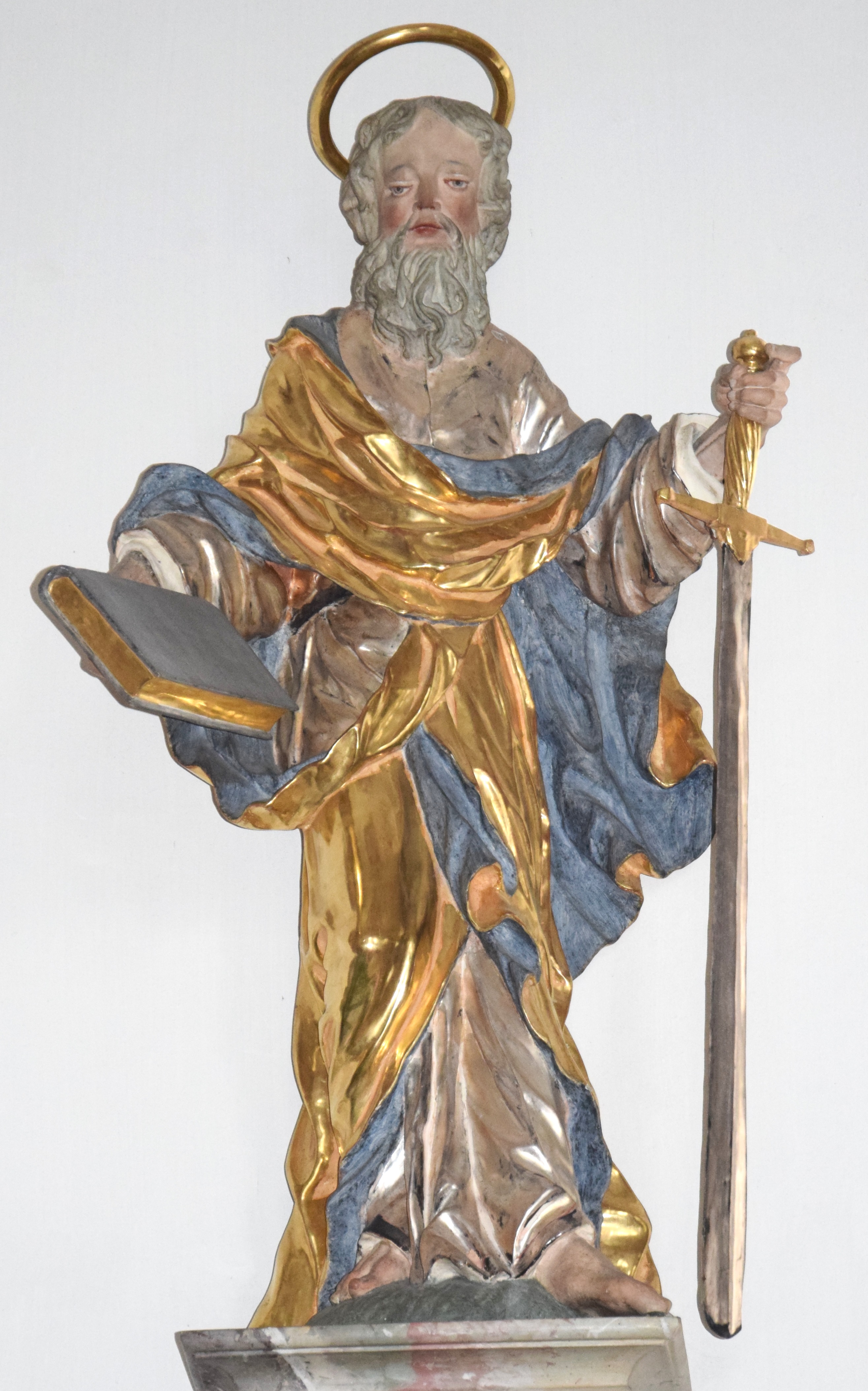
Apostel Paulus in der Pfarrkirche in Oberroth (um 1710/20).

Der nächste gesicherte Beleg findet sich in den Pfarrmatrikeln von Illereichen, wo er am 22. Mai 1703 Margarete Denle, die Tochter des Jägers Hans Denle heiratete. Ferdinands Ehefrau Margarete starb bereits am 12. Januar 1704. Kurze Zeit später heiratete er ein zweites Mal. Von seiner zweiten Frau sind nur die Vornamen Anna Maria bekannt. Am 18. Januar 1706 kam dann in Illereichen der Sohn Sebastian zur Welt. Spätestens Anfang 1707 zog Ferdinand Luidl mit einer Familie nach Hegelhofen in die unmittelbare Nähe der Fuggerstadt Weißenhorn. Dort kamen mindestens sechs weitere Kinder auf die Welt. Im April 1733 starb Luidls Ehefrau Anna Maria. Für einen gewissen Wohlstand spricht, dass Ferdinand Luidl 1735 als Bürge für den Kauf eines weiteren Hauses seines Sohnes in Weißenburg mit 475 Gulden einstand und 1736 noch einmal mit 100 Gulden.
Ferdinand Luidl starb überraschend am 22. März 1736 in Hegelhofen. Der Sterbeeintrag bezeichnet ihn als „virtuosen Künstler, der, von Herzen schlicht und recht, um 9 Uhr abends plötzlich vom Schlag getroffen wurde.“ Heute sind etwa 90 Arbeiten von Ferdinand Luidl bekannt. Sein bedeutendster Schüler war Johann Adam Hops.

## Werke (Auswahl)
- Altenstadt (Landkreis Neu-Ulm) – Filialkirche Mariä Geburt: ehemals Pietà am Tabernakel am Hochaltar (um 1720/30); Hl. Joachim und Anna (um 1720)
- Anhofen – Filialkirche St. Maria Immaculata: Hl. Johannes der Täufer und Wendelin; vier Kirchenväter am Kanzelkorb (alle um 1720)
- Autenried – Pfarrkirche St. Stephan: Hl. Joseph und Anna Selbdritt (um 1710/20)
- Babenhausen – Pfarrkirche St. Andreas: Maria Immakulata und Hl. Josef
- Biberachzell – Pfarrkirche Mariä Himmelfahrt: Anna Selbdritt (um 1720)
- Buch – Pfarrkirche St. Valentin: Hl. Antonius (frühes 18. Jahrhundert)
- Eberstall – Kapelle St. Anna neben dem Schloss: Maria mit Anna und Joachim (1710/20)
- Ettlishofen – Expositurkirche St. Ulrich und Leonhard: Hl. Leonhard (um 1720)
- Gutenzell – ehemalige Zisterzienserinnenklosterkirche: vier große Figuren an den Nebenaltären (um 1705)
- Hegelhofen – Pfarrkirche St. Nikolaus: zwölf Apostel mit Salvator mundi und Maria (um 1720/30, Zuschreibung).[6]
- Herrenstetten – Pfarrkirche St. Martin: Muttergottes (um 1705), ein Frühwerk Luidls; Auferstehungschristus (1. Hälfte 18. Jahrhundert)
- Hittistetten – Filialkirche St. Leonhard: Hl. Leonhard (um 1727)
- Illereichen – Kapelle St. Sebastian und Rochus: Hl. Joachim und Anna ehemals an der Ostwand, jetzt in der Filialkirche Mariä Geburt in Altenstadt (um 1720)
- Illereichen – Filialkirche Mariä Himmelfahrt: Pietá (um 1720/30), bis 1745 in der ehemaligen Meinradskapelle auf der Münchburg; Hl. Anna mit Maria (um 1715)
- Niederhausen – Filialkirche St. Dominikus: Hl. Antonius und Leonhard (um 1730/40).
- Oberroth – Pfarrkirche St. Stephan: 15 Apostelfiguren mit Salvator und Maria (um 1710/20)
- Roggenburg – Prämonstratenserklosterkirche Mariä Himmelfahrt: Hl. Josef (um 1730)
- Silheim – Pfarrkirche St. Apollonia: Hl. Apollonia und Antonius von Padua (um 1730)
- Unterdettingen – alte Pfarrkirche St. Martin: Anna Selbdritt (um 1705)
- Vöhringen – neue Pfarrkirche St. Michael: Vortragekreuz (1708)
- Wallenhausen – Pfarrkirche St. Mauritius: Maria als Apokalyptisches Weib und Hl. Johann Nepomuk (um 1730).
- Wallenhausen – Leonhardskapelle: großer Trägerengel am Kanzelkorb, Evangelistensymbole am Schalldeckel, Putten und Posaunenengel an der Kanzel (um 1715)
- Weißenhorn – Spitalkirche Heilig-Geist: Hl. Sebastian (um 1720)
- Witzighausen – Pfarr- und Wallfahrtskirche Mariä Geburt: Anna Selbdritt (um 1730)
- Wullenstetten – Pfarrkirche Mariä Verkündigung: Schmerzhafte Madonna (um 1710)